# Scott Clements (Pokerspieler)
Scott Clements (* 19. Juli 1981 in Mount Vernon, Washington) ist ein professioneller US-amerikanischer Pokerspieler. Er ist dreifacher Braceletgewinner der World Series of Poker und gewann 2007 das Main Event der World Poker Tour.

## Persönliches
Clements arbeitete vor seiner Pokerkarriere als Hypothekenmakler. Er lebt in Mount Vernon.

## Pokerkarriere

### Werdegang
Clements spielte von Juli 2006 bis September 2015 online unter den Nicknames BigRiskky (PokerStars, UltimateBet sowie bwin) und BigRiskkyy (partypoker), zudem nutzte er bei Full Tilt Poker seinen echten Namen. Dabei hat er Turniergewinne von über 3,5 Millionen US-Dollar aufzuweisen.
Seine erste Geldplatzierung bei einem Live-Turnier erzielte Clements Mitte März 2005 im Rio All-Suite Hotel and Casino am Las Vegas Strip. Im Juli 2005 war er an gleicher Stelle erstmals bei der World Series of Poker (WSOP) erfolgreich und belegte beim Main Event den 529. Platz. 2006 gewann er bei der WSOP ein Turnier der Variante Omaha Hi-Lo und erhielt dafür über 300.000 US-Dollar Siegprämie sowie ein Bracelet. Ende Oktober 2006 siegte der Amerikaner bei den Canadian Poker Open in Niagara Falls und sicherte sich damit rund 250.000 Kanadische Dollar. Bei der WSOP 2007 gewann er ein Turnier in Pot-Limit Omaha, was ihm sein zweites Bracelet sowie knapp 200.000 US-Dollar einbrachte. Anfang November 2007 gewann Clements auch das Main Event der World Poker Tour in Niagara Falls und erhielt dafür sein bisher höchstes Preisgeld von umgerechnet mehr als 1,5 Millionen US-Dollar. Bei der WSOP 2009 wurde er bei der Weltmeisterschaft in Omaha Hi/Lo Zweiter für rund 275.000 US-Dollar. Ein Jahr später erreichte der Amerikaner beim WSOP-Main-Event den achten Turniertag und schied dort auf dem 18. Platz aus. Dafür erhielt er ein Preisgeld in Höhe von knapp 400.000 US-Dollar. Bei der WSOP 2013 belegte er bei einem Hold’em-Event den zweiten Platz, der mit knapp 300.000 US-Dollar bezahlt wurde. Ende Juni 2017 saß Clements am Finaltisch der Pot Limit Omaha Championship der WSOP und wurde Vierter für knapp 280.000 US-Dollar. Bei der WSOP 2019 gewann er ein Dealers-Choice-Turnier und sicherte sich neben seinem dritten Bracelet den Hauptpreis von rund 145.000 US-Dollar.
Insgesamt hat sich Clements mit Poker bei Live-Turnieren mehr als 8 Millionen US-Dollar erspielt.

### Braceletübersicht
Clements kam bei der WSOP 71-mal ins Geld und gewann drei Bracelets:
| Jahr | Buy-in (in $) | Turnier         | Teilnehmer | Preisgeld (in $) |
| ---- | ------------- | --------------- | ---------- | ---------------- |
| 2006 | 3000          | Omaha Hi-Lo     | 352        | 301.175          |
| 2007 | 1500          | Pot-Limit Omaha | 578        | 194.206          |
| 2019 | 1500          | Dealers Choice  | 470        | 144.957          |